# Округ Нешоба (Мисисипи)
Нешоба (енгл. Neshoba County) је округ у америчкој савезној држави Мисисипи.

## Демографија
По попису из 2010. године број становника је 29.676, што је 992 (3,5%) становника више него 2000. године.
| Група             | 2000.          | 2010.          |
| Белци             | 18.630 (64,9%) | 17.797 (60,0%) |
| Афроамериканци    | 5.546 (19,3%)  | 6.207 (20,9%)  |
| Азијати           | 55 (0,2%)      | 102 (0,3%)     |
| Хиспаноамериканци | 332 (1,2%)     | 469 (1,6%)     |
| Укупно            | 28.684         | 29.676         |